# Campus François-Mitterrand (Montluçon)
 (juin 2022).
Le campus François-Mitterrand ou campus de Montluçon est un centre universitaire qui comprend une bibliothèque, une antenne de Polytech Clermont et 5 départements de l'IUT fusionné. Il s'étend sur 18 348 m2 (surface SHON). Il a été jusqu'en décembre 2020 le siège de l'IUT de Montluçon (devenu entre-temps IUT d'Allier). Il est aujourd'hui administré par l'IUT Clermont Auvergne.

## Situation
Le campus universitaire est situé avenue Aristide Briand à Montluçon, sur colline des Guineberts, dominant la ville. Le campus appartient à l'État et, par délégation de l'État, c'est l'Université Clermont Auvergne qui le gère.

## Historique
Le Ve plan défini par le premier ministre, alors Georges Pompidou, prévoit l'implantation d'un IUT à Montluçon, pour faire face à la demande de compétences techniques du bassin industriel. L'emplacement est choisi par la ville, qui acquiert des parcelles pour mettre à disposition 11 ha correspondant aux besoins du campus, ainsi qu'à une implantation du CROUS (décision du conseil municipal du 22 décembre 1967). La première rentrée s'effectue en octobre 1968 (Génie mécanique et Génie électrique), dans les 12 000 m2 sortis de terre. Philippe Lévy est le premier directeur de l'IUT de Montluçon. Le département de Techniques de commercialisation est créé en 1982, pour une ouverture aux étudiants en 1983 : c'est l'occasion de faire sortir de terre de nouveaux bâtiments. Le département Génie thermique et énergie est créé en 1985. Le département Gestion logistique et transport est mis en place en 1993. 1995 voit une nouvelle extension de 2 000 mètres carrés de locaux. Pour rendre hommage à l'ancien président de la République, la municipalité de Montluçon a souhaité donner le nom de François Mitterrand au campus en 1996.
En 2008, Polytech Clermont y installe une antenne. Un temps, une antenne du CNAM est abritée par le campus. La volonté d'adaptation aux exigences pédagogiques et aux besoins économiques pousse, en 2012, la direction de l'IUT d'Allier vers l'intégration du campus dans le projet « Auvergne Alternance d'excellence » (A2EX), qui se concrétisera par la réalisation d'un plateau technologique de 2 600 m2. Les travaux seront réceptionnés en février 2017.
Dernier projet à être mis sur les rails, « Campus 2020 » est en cours de réalisation.
Des travaux de recherche sont conduits sur le campus, notamment en physique et en mécanique.

## Composantes et services
- IUT
  - 5 BUT (Génie électrique et informatique industrielle, Génie mécanique et productique, Métiers de la Transition et de l'Efficacité Energétique, Management de la Logistique et des Transports, Techniques de commercialisation)
  - 6 Licences professionnelles
  - 1 DUT
- Antenne de Polytech Clermont
  - formation Génie des Systèmes de Production par la voie de l’apprentissage
- Bibliothèque universitaire
- Services pour les étudiants
  - Restaurant
  - Sport (SUAPS)
  - Culture (SUC)
  - Infirmerie